# جيمس ألم
جيمس ألم (بالإنجليزية: James Alm)‏ هو اقتصادي أمريكي، ولد في 6 يناير 1950.